# II. Nékó
II. Nékó, görögösen Nekaó (görög betűkkel Νεκαω), uralkodói nevén Uhemibré (Kr. e. 660 körül – Kr. e. 594 februárja/áprilisa) ókori egyiptomi fáraó Kr. e. 610-től haláláig. Folytatta édesatyja politikáját, elősegítette a külfölddel (főként a görögökkel) való kereskedelmet.

## Élete

### Ifjúsága
Nékó I. Pszammetik fiaként született, nevét nagyapja után kapta. Pszammetik halála után lépett a trónra.

### Keleti hódításai
Fel akarván használni Asszíria hanyatlását, Szíriában hódítani kezdett. Névleg a még mindig Harránban védekező II. Assur-uballit megsegítésére indult, valójában Asszíria maradványainak felosztásában kívánt részt venni, illetve ütközőzónát létrehozni Babilon és Egyiptom között. Harcaiban idegen, nagyrészt ión zsoldosok segítették.
Jósiás júdai királyt Megiddónál (a Hérodotosz Magdolusánál) Kr. e. 609-ben legyőzte, bevette Palesztinának egy nagy városát, Kadütiszt (Cadytis, fekvése bizonytalan); eljutott Karkemisig az Eufrátesz mellett, így fennhatóságát – legalább névleg – idáig terjesztette, sőt még ezen is túl, egészen Kommagéné városig hatolt északra. Az elkövetkező négy évben Nékó korlátlan úr volt Palesztinában, Szíriában és Föníciában. A helyi fejedelemségek Babilon ellen Nékó szövetségét keresték. Nékó elűzte Júdea trónjáról Jóakházt, és helyére Jójákimot ültette, akinek a zsidóság sosem bocsátotta meg, hogy egyiptomi kegyből került hatalomra. Ezt a nagyhatalmi pozíciót Nékó valószínűleg annak köszönhette, hogy Nabú-apal-uszur ezekben az években azon dolgozott, hogy Lüdia és Kilikia felől ne fenyegesse veszély, amíg délen hadakozik.
Nékó nagy sereget vezetett ellene Kr. e. 605-ben; ismét Kharkhemiszig nyomult előre, de ott Nabú-apal-uszur fiától II. Nabú-kudurri-uszurtól teljes vereséget szenvedett összes hódításait elvesztve. Az általa trónra ültetett júdeai királyt Nabú-kudurri-uszur legyőzte. Nyolc évvel később elűzte, helyére Jójákint helyezte hatalomba. Egy évvel Jeruzsálem eleste – Kr. e. 605 – után Egyiptom kapuja, Askalon is elveszett Nékó számára. Ettől kezdve Nékó más utakon kereste a hatalmat és gazdagságot.
Nékónak a külpolitikai helyzettel ezen túl szerencséje volt. Júdea még évekig elfoglalta Nabú-kudurri-uszurt, miközben a korábbi szövetségesek, a médek és babiloniak konfrontálódtak. A Kr. e. 590-es években Mezopotámiában példátlan erődépítési hullám figyelhető meg, elkészült a méd fal. Ez mentesítette Egyiptomot a konkrét támadástól.

### Csatornaépítési terve
A kereskedelem előmozdítása végett csatornával akarta összekötni a Földközi-tengert a Vörös-tengerrel, úgy hogy a terv szerint Bubasztisztól valamivel északabbra kezdődött volna a csatorna és az Arab tengeröbölbe torkollott volna. Azonban, bár állítólag 120 000 egyiptomi pusztult el a munka alatt (ez minden bizonnyal a későbbi görög történetírók légbőlkapott találgatása), a mű nem készült el alatta, hanem csak I. Dareiosz fejezte be. A csatorna talán már a XVIII. dinasztia korában elkészült, ez esetben eltömődött és a kitisztítását végezték.
A sikertelenségnek nem anyagi természetű okai voltak. Nékó alatt nagyszabású restaurálási munkák kezdődtek Egyiptom minden szegletében. Felújították a régi sírokat, templomokat és egyéb középületeket. A legfontosabb régi temetkezésekben még az elrabolt halotti kelengyét is pótolták. E miatt nevezik a XXVI. dinasztia korát a „szaiszi (vagy szaita) reneszánsz” korának.

### Új hajóutak
Nékó uralkodásának második felében hatalmas flottákat építtetett. Föníciai hajókat küldött ki, hogy körbehajózzák Afrikát. Szuezből indultak ki a Földközi-tenger felé és a harmadik évben érkeztek vissza.

## Titulatúra
A fáraók titulatúrájának magyarázatát és történetét lásd az Ötelemű titulatúra szócikkben.
| G5 |

| G5 |

| S32 · ib |

| S32 · ib |

| S32 · ib |

| S32 · ib |

| G5 |

| G5 |

| S32 · ib |

| S32 · ib |

| S32 · ib |

| S32 · ib |

| G16 |

| G16 |

| mAa | xrw |

| mAa | xrw |

| G16 |

| G16 |

| mAa | xrw |

| mAa | xrw |

| G8 |

| G8 |

| R8 | R8 | R8 | mr |

| R8 | R8 | R8 | mr |

| G8 |

| G8 |

| R8 | R8 | R8 | mr |

| R8 | R8 | R8 | mr |

| M23 | L2 |

| M23 | L2 |

| n · E1 | w |

| n · E1 | w |

| n · E1 | w |

| n · E1 | w |

| n · E1 | w |

| n · E1 | w |

| n · E1 | w |

| n · E1 | w |

| M23 | L2 |

| M23 | L2 |

| n · E1 | w |

| n · E1 | w |

| n · E1 | w |

| n · E1 | w |

| n · E1 | w |

| n · E1 | w |

| n · E1 | w |

| n · E1 | w |

| G39 | N5 | \| \| |
|     |    |       |

|  |

| G39 | N5 | \| \| |
|     |    |       |

|  |

| ra | wHm | ib |

| ra | wHm | ib |

| ra | wHm | ib |

| ra | wHm | ib |

| ra | wHm | ib |

| ra | wHm | ib |

| ra | wHm | ib |

| ra | wHm | ib |

| G39 | N5 | \| \| |
|     |    |       |

|  |

| G39 | N5 | \| \| |
|     |    |       |

|  |

| ra | wHm | ib |

| ra | wHm | ib |

| ra | wHm | ib |

| ra | wHm | ib |

| ra | wHm | ib |

| ra | wHm | ib |

| ra | wHm | ib |

| ra | wHm | ib |